# 小反芻獣疫
小反芻獣疫（英: pseudorinderpest of small ruminants, peste des petits ruminants , Ovine rinderpest）とは小反芻獣疫ウイルス感染を原因とする感染症。日本では家畜伝染病予防法において法定伝染病に指定されており，対象動物はシカ、ヒツジ、ヤギ。小反芻獣疫ウイルスはパラミクソウイルス科モルビリウイルス属に属するRNAウイルス。ヒツジ、ヤギでの症状は発熱、食欲不振、下痢などであり、牛疫ウイルス感染と類似の症状を示すため鑑別が必要。ウシ、ブタでは感染しても発症しない。治療は二次感染の防止に努める。